# إيلين أنجيلينا
إيلين أنجيلينا (بالإندونيسية: Ellen Angelina) هي مدربة تنس ريشة ‏ إندونيسية، ولدت في 30 يونيو 1976 في سالاتيغا في إندونيسيا.

## وصلات خارجية
- إيلين أنجيلينا على موقع BWF.tournamentsoftware.com (الإنجليزية)
- إيلين أنجيلينا على موقع BWFbadminton.com (الإنجليزية)
- إيلين أنجيلينا على موقع اللجنة الأولمبية الدولية (الإنجليزية)
- إيلين أنجيلينا على موقع أوليمبيديا (الإنجليزية)